# Let's Talk About Sex
Singles de Salt-N-Pepa
Do You Want Me
(1990) You Showed Me
(1992)
Let's Talk About Sex est une chanson du groupe de hip-hop américain Salt-N-Pepa sortie en single en août 1991.
Elle se classe numéro un dans plusieurs pays. C'est un des plus grands succès du groupe.

## Composition
La chanson est écrite et composée par Hurby Azor, le producteur du groupe. Elle utilise un échantillon de I'll Take You There interprétée par The Staple Singers et un autre de Kool is Back par Funk, Inc.
Elle invite à parler de sexe de façon décomplexée, notamment pour prévenir les risques d'infection sexuellement transmissible, et d'aller ouvertement à l'encontre de la pudibonderie des principaux médias américains à cette époque. Une version alternative de la chanson, intitulée Let's Talk About AIDS et traitant plus spécialement du SIDA, est envoyée aux médias sous la forme d'un single promotionnel.
La chanson Sex du groupe Cheat Codes, sortie en 2016, reprend le refrain de Let's Talk About Sex.

## Distinction
Let's Talk About Sex est nommée lors de la 34e cérémonie des Grammy Awards dans la catégorie meilleure prestation rap pour un duo ou un groupe.

## Classements hebdomadaires
| Classement (1991–1992)                 | Meilleure position |
| -------------------------------------- | ------------------ |
| Allemagne (GfK Entertainment)          | 1                  |
| Australie (ARIA)                       | 1                  |
| Autriche (Ö3 Austria Top 40)           | 1                  |
| Belgique (Flandre Ultratop 50 Singles) | 1                  |
| Canada (RPM 100 Singles)               | 24                 |
| États-Unis (Billboard Hot 100)         | 13                 |
| France (SNEP)                          | 11                 |
| Irlande (IRMA)                         | 4                  |
| Norvège (VG-lista)                     | 3                  |
| Nouvelle-Zélande (RMNZ)                | 4                  |
| Pays-Bas (Nederlandse Top 40)          | 1                  |
| Pays-Bas (Single Top 100)              | 1                  |
| Royaume-Uni (UK Singles Chart)         | 2                  |
| Suède (Sverigetopplistan)              | 2                  |
| Suisse (Schweizer Hitparade)           | 1                  |

## Certifications
| Pays              | Certification | Ventes certifiées |
| ----------------- | ------------- | ----------------- |
| Australie (ARIA)  | Platine       | 70 000            |
| Autriche (IFPI)   | Or            | 25 000            |
| États-Unis (RIAA) | Or            | 500 000           |
| Pays-Bas (NVPI)   | Or            | 75 000            |
| Royaume-Uni (BPI) | Argent        | 200 000           |